# Ali Ahmadi Wafa
Ali Abdollah Ahmadi Wafa (pers. علی احمدی‌وفا ;ur. 2005) – irański zapaśnik walczący w stylu klasycznym. 
Srebrny medalista MŚ wojskowych w 2023. Pierwszy na MŚ U-23 w 2024. Mistrz świata juniorów w 2024. Mistrz Azji juniorów w 2024; trzeci w 2023. Mistrz świata kadetów w 2022 i drugi na mistrzostwach Azji w 2022 roku.